# Campionati del mondo juniores di atletica leggera 1988
I Campionati del mondo juniores di atletica leggera 1988 (2ª edizione), si sono svolti a Sudbury, in Canada dal 27 al 31 luglio. Le competizioni si sono tenute al Laurentian University Stadium.

## Medagliati

### Uomini
| Specialità | Oro                                                                   | Prestazione | Argento                                                                  | Prestazione | Bronzo                                                                            | Prestazione |
| Corse piane |                                                                       |             |                                                                          |             |                                                                                   |             |
| 100 m | Andre Cason                                                           | 10"22       | Sven Matthes                                                             | 10"28       | Aleksandr Shlychkov                                                               | 10"37       |
| 200 m | Kevin Braunskill                                                      | 20"87       | Olapade Adeniken                                                         | 20"88       | Dmitriy Bartenyev                                                                 | 20"92       |
| 400 m | Tomasz Jędrusik                                                       | 46"19       | Steve Perry                                                              | 46"74       | Anthony Eziuka                                                                    | 46"81       |
| 800 m | Jonah Birir                                                           | 1'50"03     | Kevin McKay                                                              | 1'50"79     | Melford Homela                                                                    | 1'51"34     |
| 1.500 m | Wilfred Kirochi                                                       | 3'46"52     | Noureddine Morceli                                                       | 3'46"93     | Fermín Cacho                                                                      | 3'47"31     |
| 5.000 m | Henry Kirui                                                           | 13'54"29    | Mohamed Choumassi                                                        | 13'54"36    | Addis Abebe                                                                       | 13'58"08    |
| 10.000 m | Addis Abebe                                                           | 28'42"13    | Bedilu Kibret                                                            | 28'48"55    | James Songok                                                                      | 28'50"42    |
| 10.000 m marcia | Alberto Cruz                                                          | 41'16"11    | Valentí Massana                                                          | 41'33"95    | Mikhail Khmelnitskiy                                                              | 41'38"86    |
| Corse a ostacoli |                                                                       |             |                                                                          |             |                                                                                   |             |
| 110 hs | Reinaldo Quintero                                                     | 13"71       | Stephen Brown                                                            | 13"73       | Elbert Ellis                                                                      | 13"78       |
| 400 hs | Kelly Carter                                                          | 49"50       | Mugur Mateescu                                                           | 50"70       | Vadim Zadoynov                                                                    | 50"88       |
| 3.000 siepi | William Chemitei                                                      | 8'41"61     | Matthew Birir                                                            | 8'44"54     | Arto Kuusisto                                                                     | 8'46"42     |
| Prove su strada |                                                                       |             |                                                                          |             |                                                                                   |             |
| 20 km | Metaferia Zeleke                                                      | 59'27"      | Thomas Osano                                                             | 1h00'14"    | Abel Gisemba                                                                      | 1h00'36"    |
| Salti |                                                                       |             |                                                                          |             |                                                                                   |             |
| Salto in alto | Artur Partyka                                                         | 2,28 m      | Lambros Papakostas                                                       | 2,25 m      | Jarosław Kotewicz Park Jae-Hong                                                   | 2,22 m      |
| Salto con l'asta | István Bagyula                                                        | 5,65 m      | Maksim Tarasov                                                           | 5,60 m      | Andrey Grudinin                                                                   | 5,30 m      |
| Salto in lungo | Luis Bueno                                                            | 7,99 m      | Saúl Isalgué                                                             | 7,78 m      | Nai Hui-Fang                                                                      | 7,77 m      |
| Salto triplo | Vladimir Melikhov                                                     | 16,69 m     | Galin Georgiev                                                           | 16,18 m     | Eugene Greene                                                                     | 16,16 m     |
| Lanci |                                                                       |             |                                                                          |             |                                                                                   |             |
| Getto del peso | Oleksandr Klymenko                                                    | 18,92 m     | Mike Stulce                                                              | 18,47 m     | Aleksandr Klimov                                                                  | 18,06 m     |
| Lancio del disco | Andreas Seelig                                                        | 58,60 m     | Kamy Keshmiri                                                            | 54,68 m     | Yuriy Nesteryets                                                                  | 53,70 m     |
| Lancio del giavellotto | Vladimir Ovchinnikov                                                  | 77,08 m     | Steve Backley                                                            | 75,40 m     | Jens Reimann                                                                      | 71,64 m     |
| Lancio del martello | Vadim Kolesnik                                                        | 69,52 m     | Oleg Polyushik                                                           | 69,00 m     | Thomas Hommel                                                                     | 66,06 m     |
| Prove multiple |                                                                       |             |                                                                          |             |                                                                                   |             |
| Decathlon | Michael Kohnle                                                        | 7.729 p.    | Robert Změlík                                                            | 7.659 p.    | Eduard Hämäläinen                                                                 | 7.596 p.    |
| Staffette |                                                                       |             |                                                                          |             |                                                                                   |             |
| Staffetta 4×100 m | Stati Uniti Kevin Braunskill Quincy Watts Andre Cason Terrence Warren | 39"27       | Nigeria Abdullah Tetengi Davidson Ezinwa Victor Nwankwo Olapade Adeniken | 39"66       | Gran Bretagna Courtney Rumbolt Lloyd Stapleton Darren Braithwaite Jamie Henderson | 40"06       |
| Staffetta 4×400 m | Stati Uniti Jesse Carr Chris Nelloms Jerome Williams Ralph Carrington | 3'05"09     | Australia Anthony Ryan Mark Garner Dean Capobianco Steve Perry           | 3'07"60     | Giamaica Michael Rose Carey Johnson Anthony Pryce Daniel England                  | 3'08"00     |
| record mondiale; record mondiale stagionale; miglior prestazione mondiale under 20; miglior prestazione mondiale stagionale under 20; record africano; record asiatico; record europeo; record nord-centroamericano e caraibico; record sudamericano; record oceaniano; record dei campionati; record nazionale; record nazionale under 20; record personale; record personale stagionale. |                                                                       |             |                                                                          |             |                                                                                   |             |

### Donne
| Specialità | Oro                                                              | Prestazione | Argento                                                            | Prestazione | Bronzo                                                                          | Prestazione |
| Corse piane |                                                                  |             |                                                                    |             |                                                                                 |             |
| 100 m | Diana Dietz                                                      | 11"18       | Katrin Krabbe                                                      | 11"23       | Liliana Allen                                                                   | 11"36       |
| 200 m | Katrin Krabbe                                                    | 22"34       | Diana Dietz                                                        | 22"88       | Liliana Allen                                                                   | 22"97       |
| 400 m | Grit Breuer                                                      | 51"24       | Maicel Malone                                                      | 52"23       | Olga Moroz                                                                      | 53"20       |
| 800 m | Birte Bruhns                                                     | 2'00"67     | Catalina Gheorghiu                                                 | 2'01"96     | Dorota Buczkowska                                                               | 2'02"94     |
| 1.500 m | Doina Homneac                                                    | 4'12"94     | Snežana Pajkić                                                     | 4'16"19     | Yvonne van der Kolk                                                             | 4'16"35     |
| 3.000 m | Ann Mwangi                                                       | 9'13"99     | Fernanda Ribeiro                                                   | 9'15"33     | Yvonne Lichtenfeld                                                              | 9'16"02     |
| 10.000 m | Jane Ngotho                                                      | 33'49"45    | Olga Nazarkina                                                     | 33'50"03    | Mónica Gama                                                                     | 34'16"13    |
| 5.000 m marcia | María Cruz Díaz                                                  | 21'51"31    | Olga Sánchez                                                       | 21'58"17    | Maria Grazia Orsani                                                             | 22'04"74    |
| Corse a ostacoli |                                                                  |             |                                                                    |             |                                                                                 |             |
| 100 hs | Aliuska López                                                    | 13"23       | Birgit Wolf                                                        | 13"51       | Zhanna Gurbanova                                                                | 13"64       |
| 400 hs | Antje Axmann                                                     | 57"47       | Ann Maenhout                                                       | 57"58       | Silvia Rieger                                                                   | 57"88       |
| Salti |                                                                  |             |                                                                    |             |                                                                                 |             |
| Salto in alto | Alina Astafei                                                    | 2,00 m      | Elena Elesina                                                      | 1,96 m      | Karen Scholz                                                                    | 1,92 m      |
| Salto in lungo | Fiona May                                                        | 6,88 m      | Anu Kaljurand                                                      | 6,78 m      | Joanne Wise                                                                     | 6,69 m      |
| Lanci |                                                                  |             |                                                                    |             |                                                                                 |             |
| Getto del peso | Ines Wittich                                                     | 18,54 m     | Heike Rohrmann                                                     | 17,84 m     | Elvira Polyakova                                                                | 17,10 m     |
| Lancio del disco | Ilke Wyludda                                                     | 68,24 m     | Astrid Kumbernuss                                                  | 64,08 m     | Proletka Voycheva                                                               | 58,94 m     |
| Lancio del giavellotto | Karen Forkel                                                     | 61,44 m     | Isel López                                                         | 57,86 m     | Malgorzata Kielczewska                                                          | 57,04 m     |
| Prove multiple |                                                                  |             |                                                                    |             |                                                                                 |             |
| Eptathlon | Svetla Dimitrova                                                 | 6.289 p.    | Elena Petuškova                                                    | 6.102 p.    | Peggy Beer                                                                      | 6.067 p.    |
| Staffette |                                                                  |             |                                                                    |             |                                                                                 |             |
| Staffetta 4×100 m | Germania Est Grit Breuer Katrin Krabbe Diana Dietz Katrin Henke  | 43"48       | Cuba Eusebia Riquelme Liliana Allen Aliuska López Ana Valdivia     | 44"04       | Stati Uniti Angela Burnham Kendra Mackey Frenchie Holmes Esther Jones           | 44"27       |
| Staffetta 4×400 m | Germania Est Manuela Derr Stefanie Fabert Anke Wöhlk Grit Breuer | 3'28"39     | Stati Uniti Keisha Demas Stephanie Saleem Kendra Mackey Teri Smith | 3'31"48     | Unione Sovietica Tatyana Movchan Viktoria Miloserdova Olga Burkanova Olga Moroz | 3'31"89     |
| record mondiale; record mondiale stagionale; miglior prestazione mondiale under 20; miglior prestazione mondiale stagionale under 20; record africano; record asiatico; record europeo; record nord-centroamericano e caraibico; record sudamericano; record oceaniano; record dei campionati; record nazionale; record nazionale under 20; record personale; record personale stagionale. |                                                                  |             |                                                                    |             |                                                                                 |             |

## Medagliere
| Posizione | Paese            | Oro | Argento | Bronzo | Totale |
| --------- | ---------------- | --- | ------- | ------ | ------ |
| 1         | Germania Est     | 11  | 5       | 5      | 21     |
| 2         | Kenya            | 6   | 2       | 2      | 10     |
| 3         | Stati Uniti      | 5   | 5       | 2      | 12     |
| 4         | Unione Sovietica | 4   | 6       | 12     | 22     |
| 5         | Cuba             | 3   | 3       | 2      | 8      |
| 6         | Romania          | 2   | 2       | 0      | 4      |
| 7         | Etiopia          | 2   | 1       | 1      | 4      |
| 8         | Polonia          | 2   | 0       | 3      | 5      |
| 9         | Gran Bretagna    | 1   | 2       | 2      | 5      |
| 10        | Spagna           | 1   | 2       | 1      | 4      |
| 11        | Bulgaria         | 1   | 1       | 1      | 3      |
| 11        | Germania Ovest   | 1   | 1       | 1      | 3      |
| 13        | Messico          | 1   | 0       | 0      | 1      |
| 13        | Ungheria         | 1   | 0       | 0      | 1      |
| 15        | Nigeria          | 0   | 2       | 1      | 3      |
| 16        | Australia        | 0   | 2       | 0      | 2      |
| 17        | Portogallo       | 0   | 1       | 1      | 2      |
| 18        | Algeria          | 0   | 1       | 0      | 1      |
| 18        | Belgio           | 0   | 1       | 0      | 1      |
| 18        | Cecoslovacchia   | 0   | 1       | 0      | 1      |
| 18        | Grecia           | 0   | 1       | 0      | 1      |
| 18        | Jugoslavia       | 0   | 1       | 0      | 1      |
| 18        | Marocco          | 0   | 1       | 0      | 1      |
| 24        | Bahamas          | 0   | 0       | 1      | 1      |
| 24        | Corea del Sud    | 0   | 0       | 1      | 1      |
| 24        | Finlandia        | 0   | 0       | 1      | 1      |
| 24        | Giamaica         | 0   | 0       | 1      | 1      |
| 24        | Italia           | 0   | 0       | 1      | 1      |
| 24        | Paesi Bassi      | 0   | 0       | 1      | 1      |
| 24        | Taipei cinese    | 0   | 0       | 1      | 1      |
| 24        | Zimbabwe         | 0   | 0       | 1      | 1      |
| Totale    | Totale           | 41  | 41      | 42     | 124    |